# Майски бръмбари
Майските бръмбари (Melolontha) са род кафяви бръмбари с дължина на тялото 2 – 3 cm. Известни са като сериозни вредители, но заради широката употреба на пестициди в миналото, броят им значително е намалял.

## Обща характеристика
Почти целият бръмбар е кафяв, преднегръбът – черен. Антените с ветрилообразно разперени „листенца“ които при мъжките са седем на брой, а при женските – шест.
В България често Обикновената златка бива погрешно наричана майски бръмбар, тъй като нейното имаго също лети през май. За тази заблуда допринася и факта че златката е значително по-многобройна и съответно по-позната в България. Нейната окраска обаче значително се отличава със зеленикавия си метален отблясък. Майските бръмбари се срещат по големите тревисти площи. Активни са предимно при залез слънце. Имагото на обикновения майски бръмбар има кратък живот – май и началото на юни.

## Живот и размножаване
Майски бръмбар – имагото загива след снасяне на яйцата. Развитието яйце-имаго – до 4 години – четири генерации, ежегодно всяка генерация завършва своя жизнен цикъл – ясно разграничени възрастови групи.

## Стопанско значение
Известен е като сериозен вредител, но заради широката употреба на пестициди в миналото, броят им значително е намалял.